# Francis Dean Alleyne
Pour les articles homonymes, voir Alleyne.
Francis Dean Alleyne, né le 3 décembre 1951 à Point-à-Pierre en Trinité-et-Tobago, est un prélat de l’Église catholique. Nommé évêque du diocèse de Georgetown le 30 octobre 2003, il reçoit son ordination épiscopale le 30 janvier 2004.

## Biographie
Francis Dean Alleyne est ordonné prêtre le 7 juillet 1985.
Francis Dean Alleyne reçoit son ordination épiscopale le 30 janvier 2004 lors d’un office présidé par Edward Gilbert à la cathédrale de l’Immaculée-Conception de Georgetown.
Le 7 novembre 2020, il reçoit un léger coup à la tête et se fait voler son anneau épiscopal tandis qu’il célébrait une messe à la cathédrale de l’Immaculée-Conception de Georgetown,.